# Janet Austin
Janet Edna Merivale Austin é uma ex-executiva do setor sem fins lucrativos canadense e funcionária pública que é a 30º e atual tenente-governadora da Colúmbia Britânica, tendo atuado desde 24 de abril de 2018. Ela é representante do vice-reinado da rainha Elizabeth II na província da Colúmbiia Britânica. Antes de sua nomeação como tenente-governadora, ela passou 15 anos como CEO da YWCA da Metro Vancouver.
Austin foi nomeada pela governadora-geral Julie Payette, a conselho do primeiro-ministro Justin Trudeau. Ela é a terceira mulher a servir como vice-rei de BC, depois de Judith Guichon e Iona Campagnolo.